# Irie Production
Irie Production (入江ぷろだくしょん, Irie purodakushon) est une société de production de film japonaise créée en 1932 par l'actrice Takako Irie. 

## Histoire
En 1932, Takako Irie quitte la Nikkatsu et fonde sa propre société de production, Irie Production. Elle produit notamment trois films de Kenji Mizoguchi. Le premier étant L'Aube de la fondation d'un état : La Mandchourie-Mongolie en 1932, un film de propagande, puis suivent Le Fil blanc de la cascade en 1933 et Vents sacrés en 1934. Mais Kenji Mizoguchi se dispute avec son actrice et productrice et il retourne à la Nikkatsu pour son film suivant.
Le premier film parlant produit par la société est Karisome no kuchibeni de Shigeyoshi Suzuki en 1934.

## Films produits

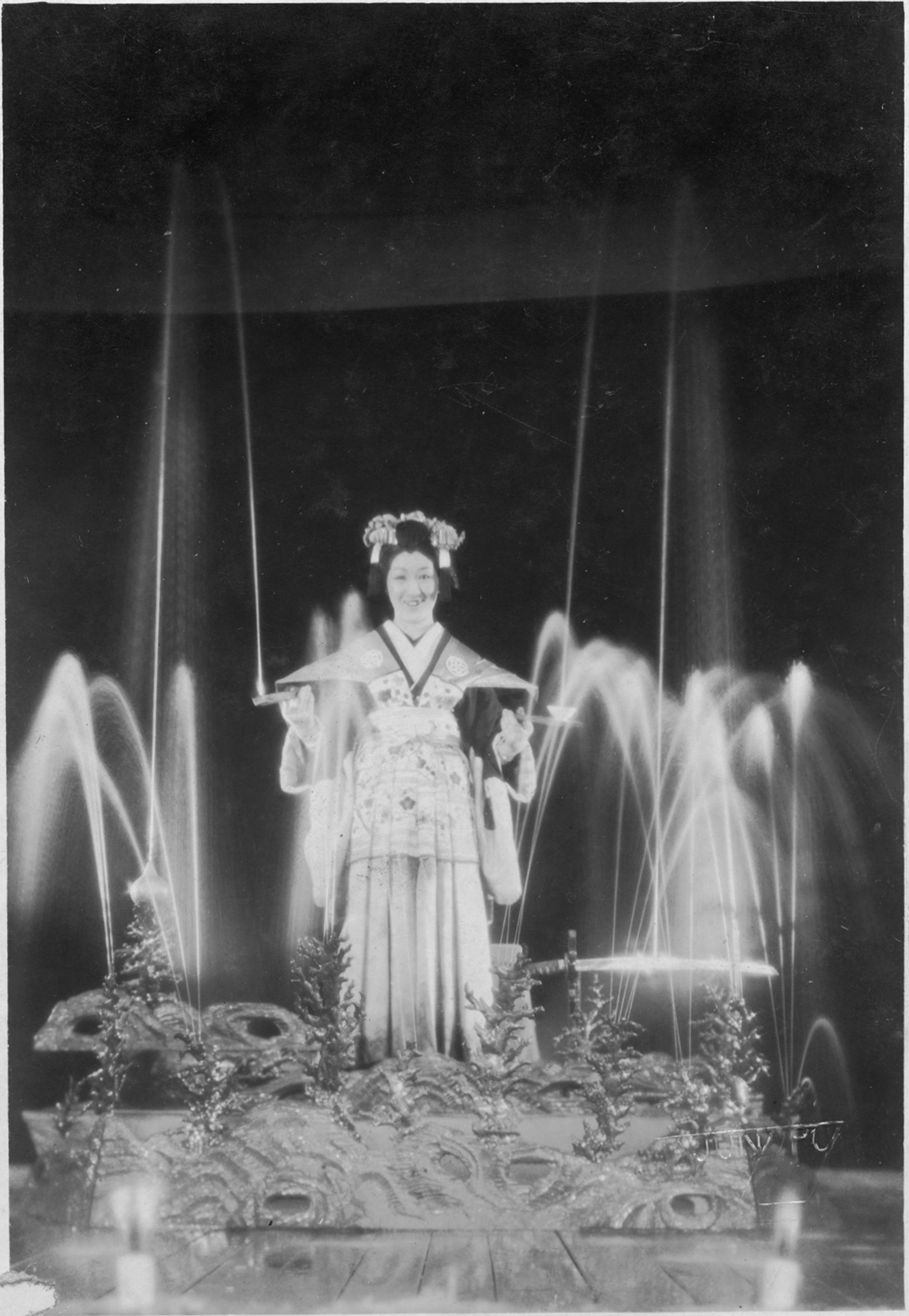
Takako Irie dans Le Fil blanc de la cascade (1933).

- 1932 : L'Aube de la fondation d'un état : La Mandchourie-Mongolie (満蒙建国の黎明, Manmo kenkoku no reimei?) de Kenji Mizoguchi
- 1932 : Byakuren (白蓮?) de Keigo Kimura
- 1933 : La Lumière - Avec le péché (光・罪と共に, Hikari tsumi to tomoni?) de Yutaka Abe
- 1933 : Les Vagues de Suma (須磨の仇浪, Suma no adanami?) de Yutaka Abe
- 1933 : Le Fil blanc de la cascade (瀧の白糸, Taki no shiraito?) de Kenji Mizoguchi
- 1933 : Le Nouveau Ciel (新しき天, Atarashiki ten?) de Yutaka Abe
- 1934 : Vents sacrés ou Le Groupe Jinpu (神風連, Jinpu-ren?) de Kenji Mizoguchi
- 1934 : Karisome no kuchibeni (雁来紅?) de Shigeyoshi Suzuki
- 1935 : Teisō mondō: Kogen no maki (貞操問答 高原の巻?) de Shigeyoshi Suzuki
- 1935 : Teisō mondō: Tokai no maki (貞操問答 都会の巻?) de Shigeyoshi Suzuki
- 1935 : Une femme de Meiji (明治一代女, Meiji ichidai onna?) de Tomotaka Tasaka
- 1936 : Une beauté en robe blanche (白衣の佳人, Hakui no kajin?) de Yutaka Abe